# Cordulegaster insignis
Cordulegaster insignis là loài chuồn chuồn trong họ Cordulegastridae. Loài này được Schneider mô tả khoa học đầu tiên năm 1845.